# Endodothella istrica
Endodothella istrica är en svampart som beskrevs av Petr. 1921. Endodothella istrica ingår i släktet Endodothella och familjen Phyllachoraceae.   Inga underarter finns listade i Catalogue of Life.